# Нитерој
Нитерој (порт. Niterói) град је у Бразилу у савезној држави Рио де Жанеиро. Налази се на супротној страни залива Гуанабара у односу на сам град Рио де Жанеиро. Према процени из 2007. у граду је живело 474.002 становника, на површини од око 130 km².

## Положај
Нитерој се налази на удаљености од 5 km од града Рио де Жанеира, са којим је повезан мостом Рио-Нитерој и трајектом.

## Историја
Град је основан 22. новембра, 1573. године, од стране Тупи индијанаца, тачније племена Арарибоја. Ово је једини град који су основали бразилски индијанци.
Послије рата са Француском за Гуанабару (у вријеме Француског Антарктика), племе је захтијевало од тадашњег гувернера Мем де Са-а, дио земље, познато под називом "Banda D'Além" ("земља иза, у позадини") за заслуге индијанаца у рату. Овом је захтјеву удовољено и настало је село Сао Лоуренсо дош Индиош, будући Нитерој.
Године 1819, село је признала и централна власт под именом Vila Real da Praia Grande (Краљевско Село Велике Плаже), које се протезало само на подручје данашњег ужег центра града. Тек се крајем 19. вијека, појавом трамваја, градић почео ширити, да би развој града почео да поприма праве размјере када је почетком 20. вијека град доживио индустријализацијски процват.
Садажње име, Нитерој, град је добио 6. марта, 1835. године, од ријечи Nictheroy (скривене воде на језику Тупи индијанаца), када је и добио статус града.
У периоду када је садашња држава Рио де Жанеиро била подијељњна на двије: државу Рио де Жанеиро и федерални дистрикт Гуанабара (од 1834. до 1975. године), Нитерој је био главни град државе Рио де Жанеиро. Када су се двије државе спојиле у једну, 15. марта 1975. године, град Рио де Жанеиро је постао главни град нове државе.

## Становништво
Према процени из 2007. у граду је живело 474.002 становника.
| 1991.   | 2000.   | 2010.   |
| ------- | ------- | ------- |
| 436.155 | 459.451 | 487.562 |

Најпознатији објекат у граду је свакако Музеј Савремене Умјетности, дјело познатог бразилског архитекте, Оскара Нимајера. Сједиште државног универзитета - Флуминенсе Федерал Универзитет, једног од најбитнијих истраживачких центара у Бразилу, се налази у Нитероју.

## Туризам
Итакотијара је најпознатија плажа у Нитероју и честа је туристичка дестинација. Како је клима, као и у свим градовима овог дијела обалног Бразила, угодна, зими је температура око 17 °C, а љети 37 °C. Влажност ваздуха је током цијеле године релативно висока.

## Партнерски градови
- Рио де Жанеиро
- Анаполис